# 古市利三郎
古市 利三郎（ふるいち りさぶろう、1866年〈慶應2年〉4月24日 - 1944年〈昭和19年〉10月16日）は、日本の教育者、高級官吏。府県立師範学校長、全国師範学校長会会長。位階は正四位、勲等は勲四等。

## 略歴
福井藩士古市勘十郎の長男として1866年4月24日に生まれる。1888年4月2日に東京高等師範学校を卒業した後に、福井県師範学校教諭、和歌山県師範学校長、沖縄県師範学校長、栃木県女子師範学校長、岩手県師範学校長を歴任した。
兼任して、紀伊教育会代表、沖縄教育会副会長、栃木県教育会代議員、岩手県教育会副会長、また、岩手県立図書館館長、全国師範学校長会会長を務めた。
和歌山県立盲唖学校の土台を設立し、沖縄県女子師範学校を設置し、岩手県女子師範学校を設置し、雑誌『岩手教育』を立ち上げ、初代編集長となった。1930年3月22日に退官し、正四位勲四等に叙された。
なお、越前國栂野村（現福井市栂野町）の祖父古市勘兵衛家は、越前国府中（現在の越前市）でとがのや呉服店を創業した古市幸吉を分家として輩出した。分家先の古市幸昌の長男古市昌一は日本大学の教授、親族の木谷要一は東京帝国大学の助教授を経て旅順工科大学の教授を務める等、親族に教育者がいることでも知られている。

## 生涯

### 学生～福井師範時代（1884年〜1902年）
1884年4月　福井県師範学校を卒業し、東京高等師範学校の初等中学師範学科に入学。入学試験の科目は、諮問・国語・漢文・英語・数学・理科・歴史・地理で、倍率は5倍〜10倍ほどであった。高等師範と帝国大学の難度はほぼ同列であったとされる（進学先別に、旧制中学における100人中の平均席順が帝国大学は25.1、高等師範は26.0）。
東京高師は1886年に勅令を受け、校長は山川浩となり、従来の小学校・中学校の教員養成という目的から尋常師範学校等の学校長及び教員を養成する目的へと変化する。1888年4月卒業であるから、まさにその過渡期に在学していた。初等中学師範学科の生徒心得には次のように記されている。
「当校の生徒は、将来人々の師となるべき者であるため、その責務は非常に重い。このため、自らを律し、知識を磨き、心身を健やかに保ち、完全な人物を目指さなければならない。」
在学中は、修身学（倫理学）・教育学・和漢文・英語学・代数学・幾何学・地文学・歴史学・生理学・物理学・植物学・金石学・化学・経済学・心理学・図画・唱歌・体操・実地授業などの諸科目を学んだ。特に重要であった修身学については、教師であったウォルター・デニングの倫理学講義を受けて「修身科において倫理学の講義を行うための架け橋となる講義であった」と述べた記録がある。その講義はアレクサンダー・ベインの『Moral Science』という倫理学の解説書を用いて行われ、ジョン・スチュアート・ミル等に代表される「英国流の功利主義」を学んだ。
1888年4月　東京高等師範学校の初等中学師範学科を卒業し、同時に教員免許を取得。
1888年4月　福井県師範学校の教諭に就任。教育学、博物学、化学を教えた。修身学は校長となってから教え続けることになる。
1891年　福井藩士古市勘十郎が逝去し、家督を相続する。
1891年8月　勅令第172号『府県立師範学校長任命及俸給令』により、師範学校長は従前の「奏任待遇」から純然たる官吏の地位となる。
1892年9月　奏任待遇。当時は教諭なので「待遇」に留まる。
1892年～1897年　文官普通試験委員、小学校教員銓衡委員、小学校図書審査委員、師範学校建築調査委員、福井師範舎監長（教頭）などを務める。
1899年11月　正八位。公文書には奏任待遇となってから7年以上の勤労によると記されている。上の履歴書は、その勤労を示すため提出された。
回想　『福井県師範学校史』において、次のように回想されている。
「福井藩士の古市利三郎先生は博物を教えた。舎監長をやり、教頭として長く本校教育に尽した。」
「古市利三郎　本県の人、明治二十一年高等師範卒業、直に本校教諭に就任、容貌正整紳士の風あり、爾来十四年間終始一日の如く、主に教頭として勤務し、その受持学科も草創時代のこととて教育、化学、博物等文理科の諸学科に亘った。教科書の説明が勢いその主となった。この＂説明（ときあかし）＂なる語をしきりに常用されたので六十余年後の今もなお耳底にこびりついている。」

### 和歌山師範時代（1902年〜1912年）
1902年12月　和歌山県師範学校の校長に就任。修身学、化学も教えた。兼任して、紀伊教育会の代表も務めた。こうした当時の地方教育会は一般に「国家の教育政策を補完するとともに教育関係者による職能団体として機能した」と説明される。
1902年12月　高等官七等〔七等・正八〕
1903年4月　従七位〔七等・従七〕
1905年4月　高等官六等〔六等・従七〕
1905年6月　正七位〔六等・正七〕
1907年6月　勅令第249号『府県立師範学校長任命及俸給令中改正』により、府県立師範学校長は高等官八等～五等とされ、ただし特に功労あり5年以上高等官五等にある者は高等官四等になることが出来ると明文に規定された。1910年に『高等官官等俸給令』に一本化されるが、高等官四等までという内容は同一である。
1907年7月　全国師範学校長会議に出席（写真あり）。
1908年2月　高等官五等〔五等・正七〕
1908年5月　従六位〔五等・従六〕
1909年6月　勲六等瑞宝章〔五等・従六・勲六〕
1909年8月 『帝国教育』にて『和歌山県の小学校』と題し寄稿。
訓練の方面、教授の方面、管理の方面、総評及び意見の4章構成。教授の方面では各教科の種々の問題を明らかにし、管理の方面では建築（採光や勾配）や学校衛生（トラホームの対策）、活動主義への批判を展開する。総評及び意見では、教員は教授法及び各教科の研究が足りておらず（特に図画科、体操科、歌唱科）、また教員の数も不足しており、これらの解決の為に師範学校を軸として師範教育を強化する必要があると述べる。
1909年9月　和歌山師範に盲唖部を設立する。この盲唖教育は和歌山県で初めての取り組みであり、盲唖部が土台となり、後に和歌山県立盲唖学校となる。ある教諭は「村の聾唖の友となりたい申し出ると、古市校長から師範学校の中に聾唖学級を作るから主任になれと命じられ、夢心地で一つ返事でお引受けをした」と回想している。
1910年2月 『帝国教育』にて『東牟婁郡の教育』と題し寄稿。
13の章からなる文章で、特に1章の教育勅語及び戊申詔書では、それらの聖旨を如何にして生徒に会得させるかについてその取り組み方が詳細に記述されている。
1910年5月　大隈重信を講演に招く。
1911年3月　和歌山師範教諭の著作『和歌山県地誌』の序言を頼まれ執筆。
地理学は、知識や知力の会得だけでなく、感情の養成にも資する学問であると記す。「すなわち記憶力を養成し、多方面に対する観察力を発達させ、また常に推理的な考察力を錬成すると同時に、地理学は日常われわれの生活に密接に関係がある事項により成るものであって、実社会の実相を知り、生活に必須であるいわゆる常識を養成する上でも効果的である。そして郷里および自国の現状を認識させることによって、自己の属する郷土および国土について、地理に関する事柄と人間生活に関する事柄の正当な位置を自覚し、これに公平にして着実なる愛郷心、愛国心を要請することが出来る。」
1911年9月　和歌山三田会に出席。時の慶應義塾の塾長であった鎌田栄吉氏が帝国教育会長であり、『帝国教育』に会員として寄稿していた関係で繋がりがあったと思われる。
回想　古市利三郎に招待され和歌山師範教諭となった市川新松氏（鉱物学者）は次のように回想する。
「和歌山に行って見ると、理科博物等の設備にも三万円を投ぜられたというが、実に立派なものであった。博物標本室などには、古市先生が生徒と共に集められた郷土の標本が充満していた。また古市先生は園芸に趣味を持たれたので、邸内に菜園を設け奥方と共に暇さへあれば自ら耕し、自ら施肥して楽しんでおられた。従ってその蔬菜は学校のものよりも遙かによく育っていた。」
「古市先生は校長としての職務中でも、いわゆる英雄閑日月ありの態度がみられ、多忙の中から時々山に海に採集を試みられ、私もお供をしたこともあった。また私が甲州で集めた水晶は、私と共に紀州に運ぶことになった。古市先生は水晶にも趣味を持たれ愛翫せられた。教育に熱心な方が学校を訪問せられた時には、大抵私の水晶標本を紹介せられたので、その都度私は宿から水晶持参で、校長邸に説明に参上したことが多かった。恰もその頃の校長邸は、私の水晶見学者の待合所のようであった。」

### 沖縄師範時代（1912年〜1915年）
1912年10月　沖縄県師範学校の校長に就任。兼任して、沖縄教育会の理事及び副会長も務めた。
1913年5月  「孔子廟の修繕に当たって、寄付金の募集を呼び掛けたことがあり、それには多彩にして著名、公職にある者たちが多く参加していた」とされるが、古市利三郎は23人の賛助員の1人である。
1914年3月　正六位〔五等・正六・勲六〕
1915年3月  『琉球新報』にて『教育視察所感』と題し、視察の所感と共に視察法などを語っている。
「私の視察法を率直に申すれば、結果を見て教授訓練の良否を判断するのです。それで私が教授を見る時はいつも教場の中に侵入してぐるぐる机の間を回って教授のお邪魔をするのです。教授の方法がいくら新しくっても、教授振りがいくらうまくても、児童の成績が悪ければその教授は不成功といわねばなりません。」
「そこで、児童成績の結果と放課後における児童の遊び振りとを見れば、その校の教授訓練が如何に行き届いているかが直に判断がつくのです。要するに現今の教授視察者の評する所を聞いてみると、結果を見ずして形式ばかり見る傾向があるようです。それだから教授者も形式のみに腐心していい成績をあげることが出来ないようになる。そこで私の持論は結果をみた後に何処に病根があるかを調査するようにしています。」
この際の視察は、台湾の修士論文にて引用されている。
1915年4月 『女子師範独立の犠』と題し、沖縄において沖縄県女子師範学校を設置した際の事情を語っている（写真あり）。女子教育の重要性を強く感じ、しかし現在の師範学校は狭く拡張の余地が無い為、県知事を説得し女子師範を比較的広い高等女学校に設置させた。この時、一時的に高等女学校校長の事務を担当した。この際の記述は、沖縄師範に係る研究論文にて引用されている。
回想　当時の女子師範の学生は「古市校長に送られて東京旅行をやって帰ってみると女子師範が創立されて、新校長蟹江先生に通堂でお迎へいただいたのを思い出します」と回想する。
回想　沖縄師範の教諭は「次の古市校長は至って穏健着実で中道を踏む御方、実に（西村校長＋森山校長）÷2＝古市校長 で余りに事新しき事や急進的の態度は取られないようだったが、前二代の後を辿って長伸短補の方針で着々と実績を挙ぐことに努力された」と回想する。
回想 『大日本現代教育家銘鑒』では以下のように記されている（写真あり）。
「生徒の心身を教養し、部下職員に万事を一任してそれぞれが理想的な活動を発揮できるようにすることが、その主義であった。黒住教の教義、尊徳翁の報徳教、経世論などの和洋の書物が机の上に並んでいる。これは、古市校長の主義と方針が、これらの書物とよく似ているからではないだろうか。」
「野心に溢れた人物というよりは、むしろ暖かい心で人を包み込む器量と気質を持っていて、一度氏と接すると、思いがけず春を迎えたような温かい気持ちになる。謙虚で穏やかでありながら、決して外見を飾り立てようとはせず、公平で私心がなく、名声や権力に囚われず、ひたすら公務に忠実であったその誠実な様子は、以前勤務していた和歌山県において整備された校舎や充実した書籍という形で不朽の輝きとして残っている。」
「氏のご家庭は温かい雰囲気に満ちており、室内の装飾や庭の盆栽に至るまで氏の趣味が反映されており、中江藤樹先生のような人物を彷彿させる。現在、県下の師弟が氏のもとに集まっている様子は驚くべき光景で、これはまさに徳が身についた人の姿である。」

### 栃木女子師範時代（1915年〜1921年）
1915年4月　栃木県女子師範学校の校長に就任。修身学も教えた。兼任して、栃木県教育会の代議員も務めた。
1915年4月　高等官四等〔四等・正六・勲六〕
1916年8月　勲五等瑞宝章〔四等・正六・勲五〕
1916年3月　来賓として行った祝辞が次のように紹介されている。
「来賓、当県女子師範学校長古市利三郎氏の講演的祝辞が約一時間に渡って行われた。題は犠牲的精神というもので、この精神は他人の為には自分の利害を考慮せずに猛進する精神を言う。」
「日本特有の大和魂は多量にこの精神を含有していると敷衍してから、藤田東湖先生が安政の大地震の折に母を救おうとして倒れた事や福井県某村の綱女という小娘が主人の女児を助けたため自身は獰猛な狼に全身をかみ切られて死んだ事（略）はみな誠に尊い鑑であると述べ、最後に女子においても極めて必要な理由をあげ、その養成法を説いて生徒の注意を促したが、その豊富な音量と荘重な語調でしかも平易であった為か、比較的長い話であったけれども少しも倦怠の色は現れなかった。」
1916年8月 『農村教育と地方改良』を執筆。
地方改良を行うとして実行していくのは人であるから、地方人の頭を改良するのが第一である。人はみな多少異なる思想や感情を持つものであり、人々をまとめる中心人物が必要である。であるから、優良村とされる村には必ず優良村長がいる。しかし、優良村長が全ての村に居る訳では無いから、かなり高い質が担保されている（①相当程度の人格者であり、②職責上常に知徳の修養を行い、③若い地方人を指導する立場にある）小学校長が④地方改良に熱心であるならば、中心人物として望ましいと主張し、その成功例を数例記し、さらには自らの師範学校長としての経験から小学校長が出来る策を述べるという流れである。
1917年1月　勅令第六号『高等官官等俸給令中改正』により、7年以上高等官四等にあり功績ある師範学校長は道府県一人に限り高等官三等になることが出来ると明文に規定された。
1919年10月　従五位〔四等・従五・勲五〕
1920年12月　高等官三等〔三等・従五・勲五〕
1919年の『文部省職員録』によれば、師範学校長7人（約100人中）が三等となっている。
回想 『野州紳士録』では以下のように記されている（写真あり）。
「氏は福井県福井市の出身。福井は、維新の時代に松平春嶽のような偉大な人物を輩出した場所であり、風習は誠実で質素である。おそらく、そのような偉人の影響によるものだろう、氏は、このような土地に生まれ、性格が温厚で真面目、他人のために尽力して疲れることを知らない性質を深く身につけていると言える。」
「和歌山県が初等教育の発展を成し遂げたのは、彼が師範学校長として、その役割をうまく果たしたからであると称賛されている。その後、沖縄県の教育は氏の力を必要とするとの理由で、同県の師範学校長に転任した。以来、教育界に存在していた問題を刷新し、沖縄県の教育に新たな面目を与えたと称されている。」
「その後、栃木県の県立女子師範学校長に転任して今日に及ぶ。栃木県の女子教育は他県と比較すると、まだ振るわない部分もある。しかし、彼の手腕によって開発すべき部分が多く残されており、過去の教育界における功績を考えると、その改善は彼にとっては容易いことであろう。」

### 岩手師範時代（1921年〜1930年）
1921年9月　岩手県師範学校の校長に就任。修身学、法学も教えた。兼任して、岩手県教育会の常任理事及び副会長も務めた。岩手県教育会は現在の一般財団法人岩手教育館の前身。
1922年10月　勲四等瑞宝章〔三等・従五・勲四〕
1923年3月　古市誠を養子とする。
古市誠（1894-1957）は、農学博士（北大）、従四位。著作には『園芸食品加工法』『果実蔬菜加工の実際』がある。福井県福井市で生まれ、和歌山中学校、次いで北海道大学を卒業し、北海道農業会研究所長、鳥取大学教授、台北帝国大学教授、弘前大学初代農学部長などを歴任した。弘前大学農学部の中庭には「初代学部長 古市誠 博士」と記された木標がある。没後については『青森県農業試験場六十年史』に「古市よし子さんは弘前大学農学部長であった夫君の亡き後、上京して杉並にささやかな家をもち、長男（早大生）の成長を楽しみに、つつましい生活をして居られます」とある。
1923年3月　岩手県女子師範学校を設置する。
1923年8月　岩手教育会の機関誌である『岩手教育』の初代編集委員長となる。創刊の際には以下のように記している。
「大方諸賢、大正十二年八月一日を以て、ここに月間雑誌『岩手教育』が創刊せられました。一切の編輯は岩手県教育会之に当り一切の経営は赤澤号店及株式会社東山堂の両者が之に任じます。既にご承知の通り、従来永く本会編輯のもとに発行し来つた雑誌『岩手学事彙報』は、発行経営者九皐堂の営業廃止とともに、廃刊の余儀なきに至り、本会は機関雑誌として新しく刊行することの必要を感じ、種々考究協議の結果、従来の経営者と離れて、上記の如く相定まりここに新装を凝らして諸賢に見ゆることとなつたのであります。」
1924年7月　日本赤十字社の特別社員に推薦される。
1924年10月　正五位〔三等・正五・勲四〕
1925年〜1927年　岩手県立図書館の三代目館長に就任。当時の統計によれば、蔵書数は18,466冊で、予算総額は10,934円、1年間の閲覧人数は45,139人であった。1926年11月には文部省にて開催された図書館長会議に列席している（写真あり）。
1929年6月 『福井県人之精華』に掲載（写真あり）。
1929年12月　従四位〔三等・従四・勲四〕
1930年3月　退官。この時2,300円の賞与を受け取っており、俸給は3,968円（本俸3,800円、加俸168円）とある。本俸3,800円は一級俸であり、師範学校長としては最上位の俸給である。加俸168円は1925年に勤労により賜ったものである。
1930年4月　正四位〔三等・正四・勲四〕
当時の師範学校長の待遇については1930年の『文部省職員録』から窺い知ることができる。約100人中、三等・従四・勲四が4人、三等・従四・勲三が2人存在しており、ここが到達点であった。2年後の1932年には、師範学校長に勅任待遇が認められ、5人が勅任待遇となった。三等・従四・勲四の人物は6人中4人が勅任待遇となっている。
1930年～1944年　1942年11月15日には日本紳士録に栃木県宇都宮市から所得税を支払っている記録があるため存命であった。1944年10月16日に養子である古市誠が公示催告により最終株主名義人が古市利三郎である株券80枚（第一勧業銀行）の除権決定の申し立てを行っている。存命ならば株主名簿の名義書換を行えばよく、相続手続の一貫であったと考えられる。従って、退官後は栃木県宇都宮市で過ごし、1944年に逝去したと推定される。
1945年2月　紀元二千六百年祝典記念章。これは、1940年の紀元二千六百年式典に招かれた者、および式典の事務並びに要務に関与した者に与えられた。
回想　全国師範学校長会会長となっていたことが、菊池象司氏の発言によりわかる。「岩手師範には、全国師範学校長会の会長をつとめていた古市利三郎が校長として着任している。こうした優秀な人材で、よき方針のもとに円滑な運営が期待され、情熱を傾けていたものと考える。」
回想　当時の岩手師範の生徒が「当時古市利三郎校長は、県立学校長中最高位に位置し、式日には金モール付きの大礼服を着用し、威風あたりを払って私共は「偉い人なんだな」と畏敬の念をいだいていたものだった」と回想している。
回想　元岩手県議会副議長の石橋寿男氏は次のように回想する。
「本にも書いてあるが、古市利三郎という校長なんですよね、校長の卒業の時の訓示があるわけだ。君達を四年間預かって各先生がいろいろお相手したと、だけれども今日卒業していく君たちは、大工でいえば荒カンナをかけただけだ、これに仕上げカンナをかけるのは君たち自身だよ。こういう訓示をしたんだなあ、この影響もずい分ある。（略）これですっかり教育者としての気持を固めて卒業したんです。」
回想　岩手師範時代を総括して「校長の古市利三郎氏は人も知る大先輩。老功勝山校長時代の岩手師範学校暗黒時代の後をうけて、とにかく今日の設備と整頓さをもった大師範学校を築きあげた」と述べられている。

### 公職の期間
| 公職            | 公職                                     | 公職            |
| --------------- | ---------------------------------------- | --------------- |
| 先代 ─          | 福井県師範学校教諭 1888年4月-1902年12月  | 次代 ─          |
| 先代 角谷源之助 | 和歌山県師範学校長 1902年12月-1912年10月 | 次代 有坂幾造   |
| 先代 森山辰之助 | 沖縄県師範学校長 1912年10月-1915年4月    | 次代 保田銓次郎 |
| 先代 東基吉     | 栃木県女子師範学校長 1915年4月-1921年9月 | 次代 勝山信司   |
| 先代 勝山信司   | 岩手県師範学校長 1921年9月-1930年3月     | 次代 瀬谷真吉郎 |

## 栄典

### 位階
1899年11月30日 - 正八位
1903年4月10日 - 従七位
1905年6月27日 - 正七位
1908年5月30日 - 従六位
1914年3月30日 - 正六位
1919年10月20日 - 従五位
1924年10月23日 - 正五位
1929年12月16日 - 従四位
1930年4月15日 - 正四位

### 勲等
1909年6月28日 - 勲六等瑞宝章
1916年8月28日 - 勲五等瑞宝章
1922年10月27日 - 勲四等瑞宝章
1945年2月22日 - 紀元二千六百年祝典記念章

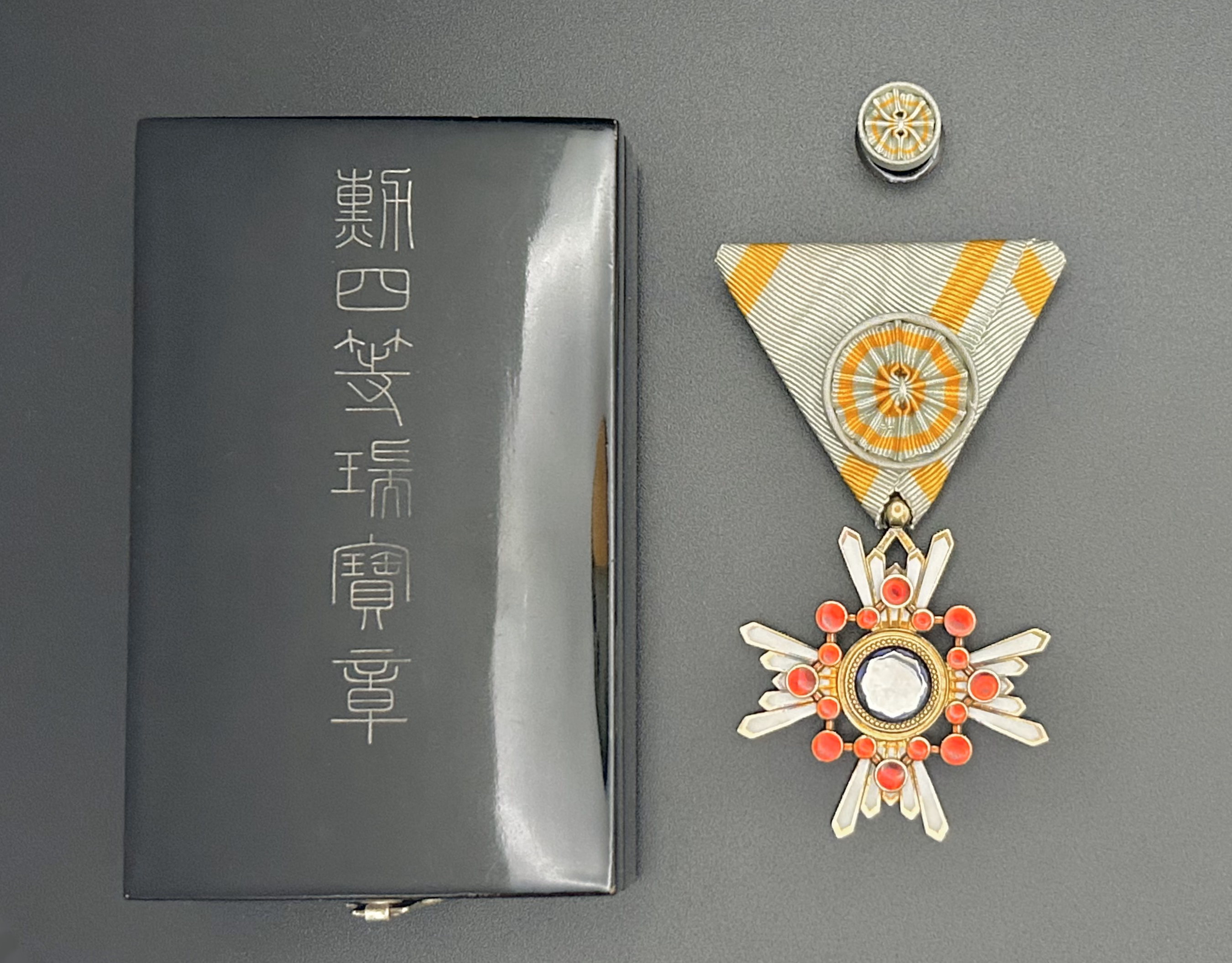
勲四等瑞宝章

### 高等官
1902年11月29日 - 高等官七等（奏任官五等）
1905年4月19日 - 高等官六等（奏任官四等）
1908年2月14日 - 高等官五等（奏任官三等）
1915年4月27日 - 高等官四等（奏任官二等）
1920年12月6日 - 高等官三等（奏任官一等）

## 系譜

### 家系図
| 古市勘兵衛 |            |            |            |            |            |  |  |                           |                           |                           |                           |                           |                           |  |  |  |  |  |  |  |  |  |  |  |  |
|            |            |            |            |            |            |  |  |                           |                           |                           |                           |                           |                           |  |  |  |  |  |  |  |  |  |  |  |  |
|            |            |            |            |            |            |  |  |                           |                           |                           |                           |                           |                           |  |  |  |  |  |  |  |  |  |  |  |  |
| （襲名）   | （襲名）   | （襲名）   | （襲名）   | （襲名）   | （襲名）   |  |  | 古市勘十郎 （福井県士族） | 古市勘十郎 （福井県士族） | 古市勘十郎 （福井県士族） | 古市勘十郎 （福井県士族） | 古市勘十郎 （福井県士族） | 古市勘十郎 （福井県士族） |  |  |  |  |  |  |  |  |  |  |  |  |
| （襲名）   | （襲名）   | （襲名）   | （襲名）   | （襲名）   | （襲名）   |  |  | 古市勘十郎 （福井県士族） | 古市勘十郎 （福井県士族） | 古市勘十郎 （福井県士族） | 古市勘十郎 （福井県士族） | 古市勘十郎 （福井県士族） | 古市勘十郎 （福井県士族） |  |  |  |  |  |  |  |  |  |  |  |  |
| 古市初五郎 | 古市初五郎 | 古市初五郎 | 古市初五郎 | 古市初五郎 | 古市初五郎 |  |  | 古市利三郎 （福井県士族） | 古市利三郎 （福井県士族） | 古市利三郎 （福井県士族） | 古市利三郎 （福井県士族） | 古市利三郎 （福井県士族） | 古市利三郎 （福井県士族） |  |  |  |  |  |  |  |  |  |  |  |  |
| 古市初五郎 | 古市初五郎 | 古市初五郎 | 古市初五郎 | 古市初五郎 | 古市初五郎 |  |  | 古市利三郎 （福井県士族） | 古市利三郎 （福井県士族） | 古市利三郎 （福井県士族） | 古市利三郎 （福井県士族） | 古市利三郎 （福井県士族） | 古市利三郎 （福井県士族） |  |  |  |  |  |  |  |  |  |  |  |  |
| 古市政次郎 |            |            |            |            |            |  |  |                           |                           |                           |                           |                           |                           |  |  |  |  |  |  |  |  |  |  |  |  |

## [現代訳] 農村教育と地方改良
栃木県女子師範学校長　古市利三郎
　ここ本県において地方改良講習会が当校で開催されるということで、愚見を披露する機会が与えられたことは、私の最も光栄とする所である。しかしながら私は着任日が浅く未だ本県の事情に暗いので、適切な講話を行うことが出来ないことが誠に遺憾であるが、「農村教育と地方改良」という題目のもとにいささかの所感を述べることで一応の責任を果たすこととした。地方を改良するにおいて施設経営すべき事柄は色々あるが、これを実行して行く者は帰するところ人である。よって、地方を改良するには、まず地方人の頭を改良することが第一に必要である。また、人の顔つきがみなそれぞれ違っているのと同様、人の心もそれぞれ違っていると古くから言われているように、人々は多少異なった思想や感情を持つものである。よって、多数の集合団体である町村民衆を統一して、よく協同一致してその町村のためにそれぞれ尽くすことが極めて必要である。そのためには、町村長、小学校長、若い篤志家などの町村民衆を糾合する、その啓発指導の任にあるべき中心人物が必要であることは言うまでもない。それ故に、あの静岡県の稲取村、愛知県の杉山村、千葉県の源村、東京府の戸倉村、広島県の広村、三重県の玉滝村、岡山県の八浜町、その他いくつかのような摸範町村には、必ず中心人物として人格高くかつ献身的な優良町村長がいることが常である。しかしながら、全ての町村にこのような良町村長が居るという状態に至ることは、思うに、容易ではない。考えるに、各町村の小学校長はたとえ完全に崇高な人格者では無いとしても、その職責上常に知徳の修養を積みかつ町村において将来公民になる児童青年を教養し指導する役目にある者であって、進んで町村改良に力を尽くそうとする熱心と誠意さえあれば、その結果、思うに、卓越したものとなるであろう。故に今日の場合、農村開発の先鋒となり農民啓発の重要な役割を務めることに最も適当な人物は小学校長教員であると信じるのである。実際に全国優良町村の功績を調べると、小学校長の立場でその地方改良に努力して成功する例は決して珍しくないようである。今、下に数例を挙げよう。
　東京府西多摩郡戸倉村は今日でこそ全国中の優良村に数えられているが、今から十数年前には非常に難村で、例えば財政は全く乱れて小学校の教員給も長い間支払いが出来なかった。当時の小学校長は疋田浩四郎という人であったが、この人も三年間も全く給料を受け取れず、やむなく自らの家の生活費は僅かな家財を売り払って一日を送っていた位であった。だから、村の同情する者たちは校長に向って、このような村にいつまで居ても給料が出ないばかりでなく到底行く末の見込みがないからと頻りに転任を勧めたそうである。しかし、校長は容易にこれに耳を傾けず、「なるほど将来いつまで在職したとしても解決の見込みがないかもしれないが、毎日嬉々として登校するあどけない子供の顔を見たり、又は無邪気な青年の姿を見ては到底この村を去るという心は起こらない、寧ろ微力を奮って村治の改良を測り村のために尽くそう」と覚悟を決め、この難村を復興するにはまず第一に青年の頭を造ることが急務という考えで、非常にこの事に尽力した。遂に校長のひたむきな真心がその効果を顕して、村の青年三十ばかりが率先的に団結して是非とも村治を改良させたいということで、この学校長を中心としてようやく各事業の改良発展を見て、今日の名声を博するに至ったそうである。明治二十九年に疋田校長が亡くなった時には、村民は村財政が整わず待遇が悪いことに悩むことはなく、財政を整えることに励んだことを懐かしみ、そして、この村の今日があるのは全く同先生のおかげであるとして墓碑を村共同墓地に建立して、香花は今に至っても絶えることがないということである。
　広島県賀茂郡川上村は日本のデンマークと言われて非常に養鶏の盛んな所である。しかし、元来この村は一時養蚕が非常に盛んであったので大層村が栄えていた。そして、ある年繭相場の下落のために悲境に陥った結果が小学校へ現れて児童の欠席者が大層多くなった。それを受けて、その校長が役場へ行って、「どうも近頃は欠席児童が多くて困る。学校では全力を挙げて督促するけれども、どうも親たちが出さない。どうか役場の方からも一つ督促を願いたい。」と伝えた。ところが、その時の村長が言うには、誠に先生にはすまないが実はこの村は今日では食うや食わずの村になって来たとのことだ。親として子供を学校に出したいのは山々だけれども、今日のこの村では一人でも飯を食う人を減らさなければならない状況であるから、背に腹は代えられぬということで、学校に出る子供を引かせて広島辺りへ丁稚奉公に出している。これは出す親も泣きの涙で出しているし、出る子供も学校をやめるのは如何にも残念だと涙を振るって出て行っている。実に困ったものですと嘆いていた。この学校長は佐々木正夫という人であったが、「それは誠に気の毒なことだ、陰ながらそういうことを聴かない訳でもなかったが、そういう甚しい難儀な有様とは思わなかった」と言って何か思う所があって自宅へ帰ってよく考えて、やはりどうしてもこの村をどうにかしなければならないという結論に達した。生活に困らないようにしなければこの学校も立ち行かないということで、同氏はそれぞれの家に養鶏を奨めて一村の副業とすることを期待した。まず一般村民に勧める前に自ら養鶏の術を研究しようということで本務の余暇に熱心に鶏を飼養し三年、一日もやめることなく時には雛鳥と生活を共にしてその発育の順序を明らかにし、遂にはその身振りを見て直ちに健康かどうかを判別出来るようになったという。このようにして、鶏の飼育方がわかってから初めてこれを村民に勧誘奨励し、或いは鶏小作法を出し、或いは鶏講という頼母子講を始めて養鶏事業を全村に普及させてみせた。また、産卵の共同販売法を始めてこれを呉市、又は広島地方に輸出し数年にして年産額一万数千円に達したという。こうして自ら農家の財政も快復して児童の就学も復旧したということである。
　岐阜県山県郡に保戸島村といって戸数僅かに百五十戸ばかりの村がある。この村の尋常小学校長の篠田次郎氏という人も学校によって一村の農業改良の中心としてよく成功した一人である。同氏は、この学校は尋常小学校に農業科が設けられている訳では無いが、農村の小学校は当然農村的であるべきという考えを持ち、また地方改良の指導者になることを期待し一生懸命に農業の方法を児童に教えると同時に父兄にもまたこれを教えた。学校には一坪の実習地もないが、同氏は村全体の水田を自分の学校の実習地と考え、害虫が発生する頃になると放課後または日曜休暇に子供を引率してその駆除をし、虫に関する子供の頭を養うと共に農民による害虫駆除の必要を感じさせた。その他、短冊苗代や正条植などの農事改良の方法は、学校教師の努力によりこの村では早くから普及したということである。
　このように一旦小学校が中心となって地方を改良しようとして奮励努力したならば随分と偉大な効果を奏することが出来るものであるが、翻って考えるに、従来の教育は校門内に閉塞されて功徳を郊外に及ぼすことが少なかったのみならず、教授にしても訓練にしても比較的都会本位で農村的な所が少なかったことは疑いなき事実である。故に、学校教育が農村の振興のために比較的効果が少ないとなれば、都会生活を促す傾向が無きにしも非ずであった。これは独り我が国ばかりでないと見えて、かつて英国にて委員を選び農村衰退の原因を調査した報告書の中には「近年、農村の人が労働を嫌って来たというのが農村衰退の一大原因であるが、特に青年者の間にこの悪傾向が盛んになってきた。そして、この間において、現在の小学校の教育がこの弊風を作る一原因をなして居る」という意見が多くあったということである。我が国においては、仮にこのような極端な弊害はないにしても、農村小学校においてその内容上、十分に農村的に計画されなかったことは疑いようのない事実である。
　元来、我が国における教育研究の中心は都会にあって、その研究の結果が新刊書や雑誌に発表されれば、地方教育者は直ちにこれを探して施設経営する傾向があったが、全く都会地においては到底農村に適切な教育上の研究が出来るものではない。また、地方教育の中心である師範学校附属小学校も多くは市街地にあって、やはり都会的であろうとして、これは従来農村に適切な教育法が行われなかった一大原因ではなかろうか。思うに、近年になって農村教育は農村経営の主点と認められ、農村教育者もまた従来のように校舎内に制限されずに農村を学校の勢力範囲とし、農村改良の中心でありたいと思い、時に教育者でありながら他の模範村や優良町村を観察考察して農村に適切な教育を実現しようとする者が多くなったのは、誠に喜ばしい現象である。
　府や県の師範学校付属小学校において、前に述べた通り、従来の付属校ではその管轄内に最も多くの農村小学校の模範である教育研究が出来難いという見地から、第二附属小学校や代用附属小学校という名義のもとに農村小学校を附属校にして農村的教育研究をなす所が段々増加する傾向がある。あの大阪天王寺師範学校においては、有名な西成郡生野村小学校を代用附属小学校としており、その施設研究の一端として、同師範学校長の村田宇一郎氏は自治民育要義という一書を著してこの世に発表した。その他、私の知る所でも、広島、熊本、鹿児島、福井、宮城などにも同様に農村小学校を代用してその教育研究に従事し、その成績極めて良好であった。私の前任地である沖縄の師範学校においても、私は同様の理由のもとに代用附属小学校設置の必要を主唱し、幸いにも県当局の熱心と県会の賛同を得て、大正二年度より校地をへだたる半里程にある嶺吉尋常小学校を代用として在職二年半、この指導に従事していささか得る所があった。それならば、進んで如何なる点に努力し、如何なる順序に着手したならば農村教育を適切なものとし、農村改良に貢献することが出来るかということを次に論じる。
　第一には、農村小学校において、その施設方法は勿論、教授訓練の内容方面においても出来るだけ農村的に研究することが必要である。例えば、各学科の教材にしてもよく郷土の資料を研究し、また村の人口、産業、財政、施設などの現状を把握して、悪いものがあればその改善方法を定めるといったことをして、土地実際の状況に適当なこと、即ち十分に教材を地方化或いは郷土化する必要があるということである。学校園、つまり児童や生徒を自然に親しませ自然科学の学習に活用させるため学校内に作った農園や花園、も一時は随分その筋の奨励により旺盛を極めたが、その地方に適切でなかったからか、或いは教師の利用が十分になされていなかったからか、兎に角今日では荒廃して哀れな状態が多いようであるが、これも都会地小学校における学校園を農村的な学校園とは全くその趣きを異にしなければならないと考えられる。私が考えるに、農村小学校において理科その他の教材を供給し観察する、或いは校舎に美観を併置し児童に勤労の習慣を養うために普通の学校園を設置する必要はなく、それよりは農村小学校を高等科併置校にすることは勿論、尋常小学校においても多少の農業実習地を設けて高学年の児童を課外に勤労作業として農業実習をさせたならば、児童は絶大な興味をもってこれに従事し、その期間自らの農業の趣味を喚起し、勤勉を尊ぶ習慣を養い、将来農村民として活動する素養を与える上で非常に効果がある。その他には、校舎の余地を利用し植栽をし、周囲の木を用いた塀を止めて果樹を植え山葡萄を作る、或いは楠その他有用な樹種の生垣を作るということも農村学校に適当であるし、或いは家庭作業として一坪農業を行うことや、その他農家に必要な作業を少なからず行い、訓練上にても特に山林樹木愛護の念を養ったり、農業の趣味を涵養したり、労働の習慣を養い質実で倹素な気質を熟成させるといったことが必要であり、また農村自治の発達のためには一層公共、協同自治の精神を養成することに努力するなど、都会地と比べて著しく方針を異にすべき点は少なくないと信じている。
　第二には、農村改良上農村小学校には是非実業補習学校を敷設してこれを奨励することが必要である。あの欧州列国の自治体においては、力を教育に捧げることは勿論であるが、特に国民教育には一層重きを置き、その義務教育の期間も頗る長く、ドイツは八年、フランスとベルギーは七年である。これに加えドイツでは、一旦小学校で得た知識を失わないように、また十二、三歳から小学校を卒業して徴兵適正年齢までの間はその心が動揺しやすく、種々な誘惑にも陥り品性を悪くする危険な時期であるから是非補習教育を行う必要があるという訳で、この種の教育が非常に盛んであり、連邦によっては追々この補習教育まで強制義務教育とする所が増えている。我が国でも、長年この教育については奨励勧誘は十分で、世間の人々もようやくその必要を感じて大いにその校数を増加し、最近の統計では一府県平均二百あまりに達するも、本県においては僅かに七十あまりに過ぎないことは教育上誠に遺憾である。しかし翻って考えるに、我が国においてこの実業補習学校の割合が進歩発達しなかったことは、様々な欠陥があると言えども、その一大原因はたしかに適当なる教員が不足しているためにその教授が適切ではなかったことによると考えるのである。故に私は常に各府県師範学校内に特別な二部の学級を設け第一農学校卒業生その他農業に実地における学理に堪能なる者を収容して普通科の学力を補習し教育の学理を授けて本科兼専科正教員を養成することが頗る急務ではないかと思うのである。
　第三には、農村改良上青年会を指導奨励することが最も必要で理にかなった径路であることは今更言うまでもないことである。そして、青年会は何れも一旦小学校の門を出た者であればその指導には是非小学校教員が当然これに従事すべきものと思う青年会の指導と上手く組み合わさって、会員がよく協力一致し事に当る気込みが生じたなら、風紀の矯正、産業の発展、民風の振興などの地方改良には実に偉大な効果を挙げ得ることは次の数例を見てもこれを察することが出来る。即ちその一例は私がかつて在任した和歌山県那賀郡長田村青年会の事跡[24]である。同村の大字志野庄および藤井猪の垣の間に過去に山論と水論があって、そのため大きな軋轢を生じ、お互いに譲らず遂に相互に誓約を立てて、良い関係を築くことが出来ないまま実に二百五十数年に及び、その悪習を持続し一村事毎に対立したので協同一致を欠き公共事業の発達を妨げることが少なくなかった。故に従来県当局を始め監督者または有力者など百方はその弊風を指摘して教え愉し勧め励まし思いを巡らせ力を尽くしたが、なんと言っても長年の因習であり容易に融和を見るには至らなかった。思うに同村の青年会長中谷彦次郎氏は深くこれを憂い、今この弊風を正さなければ到底一村の進善など望めないと考え、その後、しばしば各自青年の役員を一堂に会合して丁寧に進善は今のままでは不可能であることを説明し、それを可能にする手段として昔に締結した契約の解除の必要を叫び、遂にその役員の賛同を得たので、直々に各家にその契約解除に関する意見書に押印を求めて、そして後日の争いを防止しようと各家に説明した。日も足りていない状況であったが、数百年間の因習であったとしても一種の迷信となり、初めは神罰を受けるとか祖先に対する義務が果たせないとかいう訳で各家は頑としてその所説に応じなかったが、遂には青年の熱心と正理に勝つことが出来ず各自共に青年会の主張に賛同し、盛大な契約解除式を挙行し、ここに一郷協同の基礎がようやく強固になった。このように地方風習改良において顕著な効果を収め得て、後には一優良村として表彰の栄を担うに至ったのは、全く青年会の活動がその原動力となったのである。もう一つの例は、私の前任地の沖縄県において実際に見たものである。あの「田園都市」という書の中に、静岡県浜名郡村櫛村においては、万延の時代に津波の為にその直後の村が疲弊困難に瀕している時、全村の申し合わせで酒会所というものを設けて消防組に引き受けて貰い酒の専売を行い、時刻と分量とを制限してよく節酒を励行することが出来たという事例が示されているが、これと似た例である。昔から、酒は寒い時に飲んでも暑い時に飲んでも良しという訳で、信州辺りには一升下戸という諺があるように寒地においては防寒の意味で随分飲酒の習慣が盛んであるが、沖縄のような亜熱帯地においてもまた暑さを忘れるつもりか泡盛という峻烈な強い焼酎を盛んに使用する傾向があって、衛生風紀的にも経済的にも弊害は少なくないようである。思うに同県国頭郡金茂村においては、朝に飲酒することの害を認め、青年会の決議にて元老の賛同を得て今後は酒の販売は青年会館にてこれを専売し、かつ一家の壮年以上の男一人につき一ヶ月一升以上はこれを売らず、また時刻は早朝から午後八時に限るとして、大正二年度よりこれを実行すると、一村千戸ばかりの所で一年の飲酒総額において約三万円ばかりの節約を達成し、これにより村内地租を支払ってなお余裕ある状況となり、これに加えその間接の利益としてその後の風俗の改良が著しく、従来多くいた酔い倒れる者や、喧嘩や争論で家が崩壊する等の事件も殆ど無くなったという話である。これを今年の春に同村視察をした時に親しい村当局から聞いたのである。要するに、よく地方青年団体の指導が上手くなされたならば、風俗の矯正に産業の発展、あるいは自治の改良に随分偉大な効果を奏することが出来るものであると信じるのである。
　第四には、我が国の今日の現状では女性は概して教育の程度も低く、かつ交際は狭く世間の事情に暗く、一般的に家に居ることが多く、しかも家庭内においては一大勢力を持つものであるが、それ故にこの国民の半数である女子の教育指導が地方改良に大いに関係があるという事実を忘れてはならない。私は前任地の沖縄において、切実にこの思いを強くしたのである。同県において、発藩後数十年が経過し今日では男子は概して服装も言語もその他の風俗も国内同様に近づきつつあるものの、女子は殆ど依然として旧態のままである。よって、私は同県在籍中常に、今日のやり方では永久に同県の改良は出来ないから、同県を良くするために広義の女子教育に大いに努力しなければならぬと主張したのであった。この事は独り同県のみではなく、一般に地方改良に貢献しようとする者はこの隠然と家庭や社会に大きな力を思っている女性の教育指導を忘れてはならないと信じるのである。これを実行する為には、一層女子教育の普及が進むように力を入れるべきであり、勿論男子の青年会に対する少女会、処女会、或いは婦人会などを設けてこれを指導するであったり、或いは農業をする必要がない時に短期女子講習会などを開催してその指導に従事することが極めて必要であろう。そして、この方面には特に女性教員が活躍し尽瘁することを切望するのである。この他、多数の優良町村において通常行われているように、農村教育家が村当局や村有力者と協議して戸主会とか公民会とか又は有志会などを設立して地方改良事業の発動的中心機関として斡旋指導をしたならば、地方を改良する上で著しく効果をあげることが出来るだろう。要するに、地方特に農村の改良には是非中心人物の犠牲的努力が極めて必要であるが、今や教育家が決起して地方改良の重要な役目を果たし、当局者及び有志者の協賛を待って献身的に奮励努力をしたならば、どんな村も良村にすることが出来ると確信するのである。積極的に、地方教育家諸君の奮起を希望する次第である。